# Volevo essere un duro
Volevo essere un duro är en låt framförd av den italienske sångaren Lucio Corsi. Låten, som är skriven Corsi och Tommaso Ottomano, representerade Italien i Eurovision Song Contest 2025 i Basel i Schweiz där den slutade på femte plats i finalen.